# 1560 Стреттонія
1560 Стреттонія (1560 Strattonia) — астероїд головного поясу, відкритий 3 грудня 1942 року.
Тіссеранів параметр щодо Юпітера — 3,334.
Названо на честь англійського астронома Фредеріка Джона Мерріана Стреттона (англ. Frederick John Marrian Stratton), (1881−1960).